# Tert-Butylate de sodium
Le tert-butylate de sodium ou tert-butanolate de sodium, souvent abrégé t-BuONa, est un composé chimique de formule NaOC(CH3)3.

## Utilisation
Il se présente sous la forme d'un solide inflammable sensible à l'humidité. Il est utilisé en chimie organique, comme base forte et comme base non nucléophile.
Sa réactivité[évasif] est semblable à celle du tert-butylate de potassium KOC(CH3)3, plus commun. À l'état solide, il forme des clusters formés d'hexamères et de nonamères :

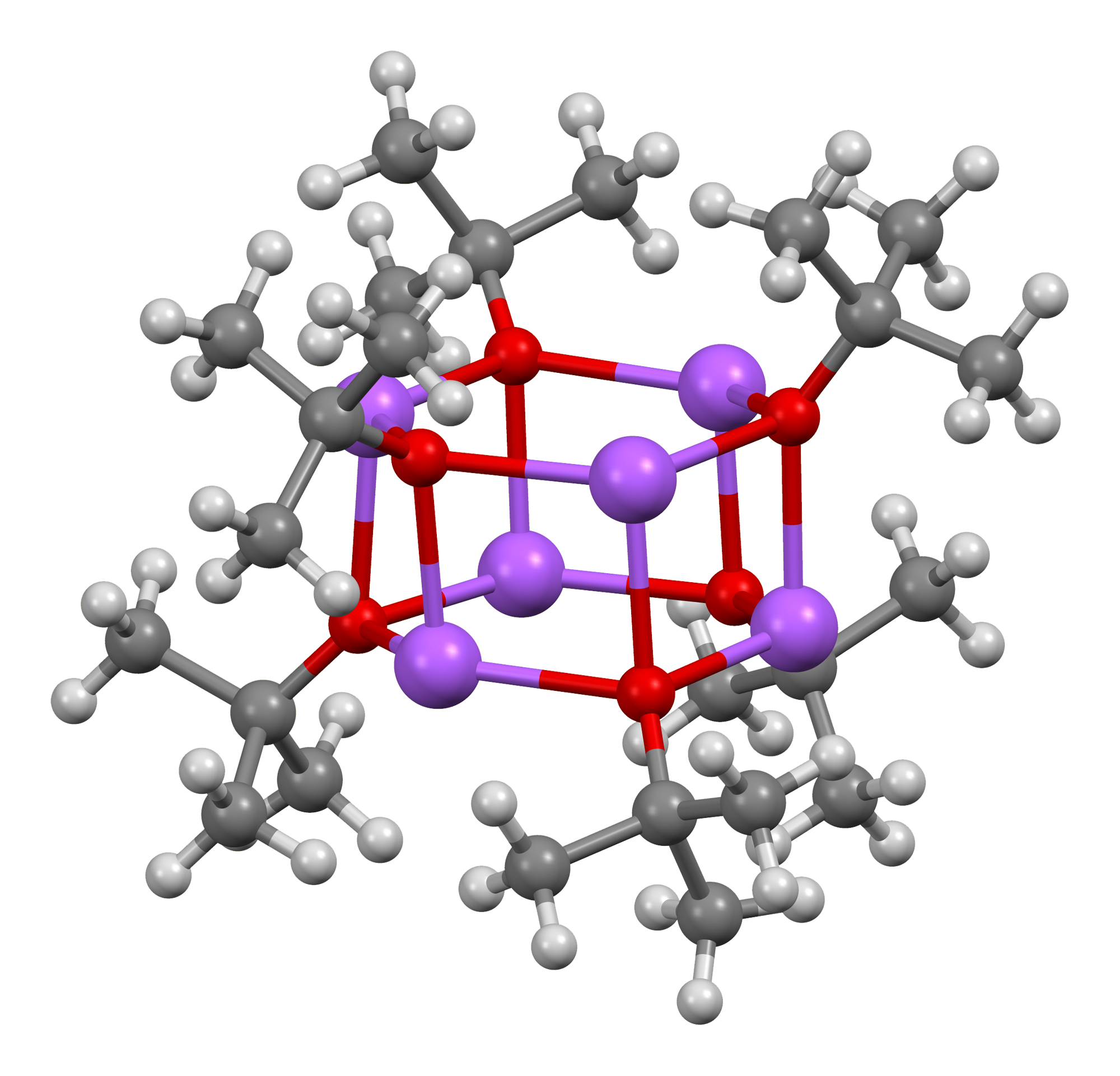
Hexamère.
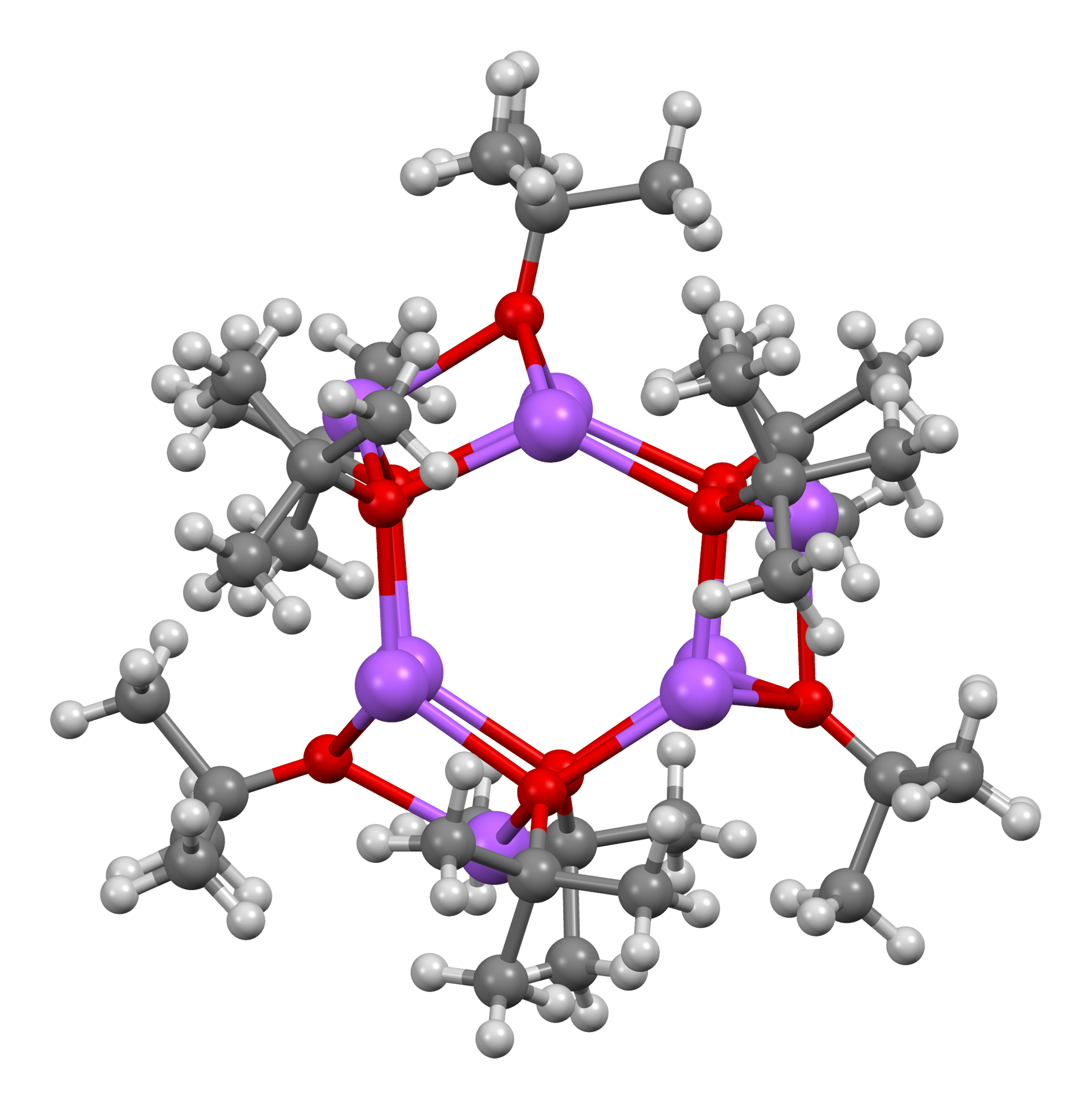
Nonamère.

Le tert-butylate de sodium est utilisée par exemple dans la réaction de Buchwald-Hartwig :
Le tert-butylate de sodium est utilisé pour préparer des complexes de tert-butylate. Par exemple, l'hexa(tert-butoxy)ditungstène(III) est obtenu par métathèse de l'heptachlorure de ditungstène dans le tétrahydrofurane (THF) :
NaW2Cl7(THF)5 + 6 NaOBu-t ⟶ W2(OBu-t)6 + 7 NaCl + 5 THF.

## Obtention
Ce composé peut être obtenu en traitant de l'alcool tert-butylique (CH3)3COH avec de l'hydrure de sodium NaH.